# (33517) Paulfoltin
1999 GT34 (asteroide 33517) é um asteroide da cintura principal. Possui uma excentricidade de 0.19821890 e uma inclinação de 6.86971º.
Este asteroide foi descoberto no dia 6 de abril de 1999 por LINEAR em Socorro.